# Girl (sång av The Beatles)
Girl (Lennon/McCartney) är en låt av The Beatles från 1965. Låten spelas i filmen Across the Universe.

## Låten och inspelningen
Om Paul McCartney på Michelle hade inspirerats av franska melodier så hämtade John Lennon på denna låt inspiration från de tyska sånger man hört under sin tid i Hamburg. Mycket i texten är ironisk och inandningen i refrängen kan dels vara en sexuell anspelning men även en anspelning på droger då den låter som om man sniffar. Detta blev den sista låt att färdigställas till Rubber Soul, vilket skedde på kvällen 11 november 1965. Låten kom med på LP:n Rubber Soul, som utgavs i England 3 december 1965 och i USA 6 december 1965.